# Glyfada
Glyfada (tiếng Hy Lạp: ?) là một khu tự quản ở vùng Attiki, Hy Lạp. Khu tự quản Glyfada có diện tích 25 km², dân số theo điều tra ngày 18 tháng 3 năm 2001 là 83665 người.